# Pane 'e poddine
Il pane 'e poddine (o solo poddine detto anche pane fine, pane di Ozieri ed in italiano spianata) è un pane tipico del Logudoro e diffuso nel nord della Sardegna ed è in tutto simile al pane che i greci, gli arabi e gli ebrei chiamano pita. Il nome è dato da poddine che è lo sfarinato che si usa per la preparazione del pane e che corrisponde al  fior di farina, che si ottiene dalla setacciatura con il crivello più sottile della farina, ricavata dalla macinazione integrale del frumento duro.

## Etimologia ed origini
La parola sarda “poddine” deriva dal latino  “pollen, pollis”, che indica il fior di farina.
Francesco Cetti, nel 1774 nella sua Storia naturale di Sardegna, riferiva di un pane di frumento, a forma di focaccia sottilissima, simile a quella degli antichi Greci e dei popoli orientali; Alberto La Marmora, nel suo Voyage en Sardaigne (1826-1839) descrive il  pane di Ozieri di forma rotonda e piatta, di 25 cm di diametro e 1 cm di spessore; padre Antonio Bresciani, nel suo Dei costumi dell'isola di Sardegna comparati con gli antichissimi popoli orientali, definiva il pane di Ozieri come delle “schiacciatelle larghe”, cotte sotto la cenere o sulla brace

## Ingredienti
Gli ingredienti sono farina di semola di grano duro, acqua, lievito madre (in sardo sa madrighe) e sale.